# Xanthopimpla ansata
Xanthopimpla ansata är en stekelart som beskrevs av Krieger 1915. Xanthopimpla ansata ingår i släktet Xanthopimpla och familjen brokparasitsteklar. Utöver nominatformen finns också underarten X. a. ecarinata.